# Антал Дораті
Антал Дораті (угор. Doráti Antal; 9 квітня 1906, Будапешт — 13 листопада 1988, Герцензеє, Швейцарія) — угорський та американський диригент і композитор, лицар Британської імперії, кавалер ордену Британської імперії.

## Біографія

### Освіта
Антал Дораті закінчив Музичну академію Ференца Ліста, де його педагогами були Золтан Кодай та Лео Вайнер з композиції, Бела Барток та Арнольд Секей з фортепіано.

### Кар'єра диригента
Почав свою музичну кар'єру коррепетитором в Королівській опері Будапешту. В період з 1924 по 1928 рік працював разом з Фріцем Бушем у Державній опері Дрездена, з 1928 року — перший капельмейстер Міський сцени Мюнстера. З 1934 року — музичний керівник Російського балету Монте-Карло. В 1942—1945 роках працював в Американському театрі балету. Громадянин США з 1947 року.
Надалі Дораті більшою мірою працював оркестровим диригентом. Він послідовно очолював Далласький симфонічний оркестр (1945—1948), Симфонічний оркестр Міннеаполіса (1949—1960), Симфонічний оркестр Бі-Бі-Сі (1963—1966), Стокгольмський філармонічний оркестр (1966—1970), Національний симфонічний оркестр США (1970—1977), Детройтський симфонічний оркестр (1977—1981) і Королівський філармонічний оркестр в Лондоні (1975—1979). Дораті також багато працював з оркестром Philharmonia Hungarica і був обраний його почесним президентом.
В 1949 році він диригував при першому виконанні концерту для альта з оркестром Бели Бартока, закінченого угорським композитором Тібором Шерлі. Випустив численні записи творів класичної музики, в тому числі всі 108 симфоній Йозефа Гайдна, твори Бели Бартока і Золтана Кодая. Дораті був першим диригентом, який записав музику всіх трьох балетів Петра Чайковського — «Лебедине озеро», «Спляча красуня» та «Лускунчик» (1954 рік).

### Композиторська діяльність
Дораті відомий також як композитор. Йому належать дві симфонії, ряд п'єс для гобоя соло і в ансамблі, драма «Ісус або Варавва?» для читця, хору і оркестру (нім. Jesus oder Barabbas?; 1987) та інші твори.

## Відзнаки
В 1983 році Єлизавета ІІ нагородила Антала Дораті орденом Британської імперії.

## Книги
У 1979 році Антал Дораті опублікував книгу мемуарів «Нотатки семи десятиліть» (англ. Notes of Seven Decades).